# Тайнак
Тайнак — посёлок в Златоустовском городском округе Челябинской области России.

## География
Через посёлок протекает одноимённая река. Расстояние до Златоуста 30 км.

## Население
| 2002 | 2010 |
| ---- | ---- |
| 283  | ↘207 |

По данным Всероссийской переписи, в 2010 году численность населения посёлка составляла 207 человек (95 мужчин и 112 женщин).

## Улицы
Уличная сеть состоит из 8 улиц.